# Датићи
Датићи су насељено мјесто у општини Кисељак, Босна и Херцеговина.

## Становништво
|         | 2013.       | 1991.        | 1981.        | 1971.        | 1961.        |
| Укупно  | 45 (100,0%) | 114 (100,0%) | 153 (100,0%) | 170 (100,0%) | 135 (100,0%) |
| Хрвати  | 38 (84,44%) | 101 (88,60%) | 145 (94,77%) | 167 (98,24%) | 135 (100,0%) |
| Бошњаци | 7 (15,56%)  | 13 (11,40%)1 | 8 (5,229%)1  | 3 (1,765%)1  | –            |

1. 1 На пописима од 1971. до 1991. Бошњаци су пописивани углавном као Муслимани.